# 番茄蛙
番茄蛙（学名：Dyscophus antongilii），又名安東吉利紅蛙、安通吉爾灣姬蛙或安東暴蛙，是狹口蛙科下的一種蛙類。牠們是馬達加斯加的特有種。牠們棲息在亞熱帶或熱帶低地的潮濕森林、河流、沼澤、耕地、種植林、花園、城市、池塘、運河及水溝。牠們受到失去棲息地的威脅。